# 拉米奇山
80°29′S 156°12′E / 80.483°S 156.200°E
拉米奇山（英語：Mount Rummage）是南極洲的山峰，位於奧次地，處於雷塞爾冰川西岸，是伯德冰川北岸山峰的最西點，海拔高度1,510米，現時由南極條約體系管理。